# Brukselski traktat budżetowy
Traktat zmieniający niektóre postanowienia finansowe Traktatu ustanawiającego Europejskie Wspólnoty Gospodarcze oraz Traktatu ustanawiającego Jedną Radę i Jedną Komisję Wspólnot Europejskich (Brukselski traktat budżetowy, Drugi traktat budżetowy) – umowa międzynarodowa podpisana 22 lipca 1975 w Brukseli.
Traktatem tym przyznano Parlamentowi Europejskiemu prawo do odrzucenia budżetu, udzielania Komisji Europejskiej absolutorium z wykonania budżetu oraz prawo do kontrolowania sprawozdań finansowych Unii Europejskiej na zakończenie każdego roku. Traktat powołał również Trybunał Obrachunkowy, odpowiedzialny za zarządzanie finansowe i prowadzenie kontroli rachunkowości wspólnotowej. Traktat wszedł w życie 1 czerwca 1977.